# Guillaume Delisle
Guillaume Delisle, também grafado como Guillaume de l'Isle ((francês: [ɡijom dəlil];Paris, 28 de fevereiro de 1675 – Paris, 25 de janeiro de 1726), foi um cartógrafo francês conhecido por seus mapas populares e precisos da Europa e dos novos continentes das Américas.

## Infância e educação
Deslile era filho de Marie Malaine e Claude Delisle (1644–1720). Sua mãe morreu após o parto e seu pai se casou novamente, com Charlotte Millet de la Croyère. Delisle e sua segunda esposa tiveram até 12 filhos, mas muitos deles morreram ainda jovens. Embora o último Delisle tenha estudado direito, ele também ensinou história e geografia. Ele tinha uma excelente reputação nos círculos intelectuais de Paris e servia como tutor de senhores. Entre eles estava o duque Philippe d'Orléans, que mais tarde se tornou regente da coroa da França, e colaborou com Nicolas Sanson, um conhecido cartógrafo. Guillaume e dois de seus meios-irmãos, Joseph Nicolas e Louis, acabou por seguir carreiras semelhantes na ciência.
Embora seu pai deva receber crédito por educar Guillaume, o menino deu os primeiros sinais de ser um talento excepcional. Ele logo contribuiu para a oficina da família desenhando mapas para as obras históricas de seu pai. Alguns questionaram a autoria desses primeiros mapas, dizendo que Delisle apenas copiou o que seu pai havia feito antes dele. Para aperfeiçoar suas habilidades, Guillaume Delisle tornou-se aluno do astrônomo Jean-Dominique Cassini. No início, ele produziu mapas de alta qualidade, o primeiro sendo sua Carte de la Nouvelle-France et des Pays Voisins em 1696.:21, 25

## Carreira
Aos 27 anos, Delisle foi admitida na Académie Royale des Sciences francesa, uma instituição financiada pelo estado francês. Após essa data, ele assinou seus mapas com o título de "Géographe de l'Académie". Cinco anos depois, ele se mudou para o Quai de l'Horloge em Paris, um verdadeiro centro editorial onde seu negócio prosperou. O progresso de Delisle culminou em 1718, quando ele recebeu o título de Premier Géographe du Roi.:43–47 Ele foi nomeado para ensinar geografia ao Delfim, filho do Rei Luís XIV, uma tarefa pela qual recebia um salário. Novamente, a reputação de seu pai como um homem de ciência provavelmente ajudou a Delisle mais jovem. A historiadora Mary Sponberg Pedley diz, "uma vez que a autoridade foi estabelecida, o nome de um geógrafo pode reter valor suficiente para sustentar duas ou três gerações de cartógrafos". No caso de Delisle, pode-se dizer que suas realizações superaram as de seu pai. Até aquele ponto, ele havia desenhado mapas não apenas de países europeus, como Itália, Espanha, Alemanha, Grã-Bretanha, Polônia e regiões como o Ducado da Borgonha, mas também contribuiu para as reivindicações do império de continentes recentemente explorados da África e das Américas.:62

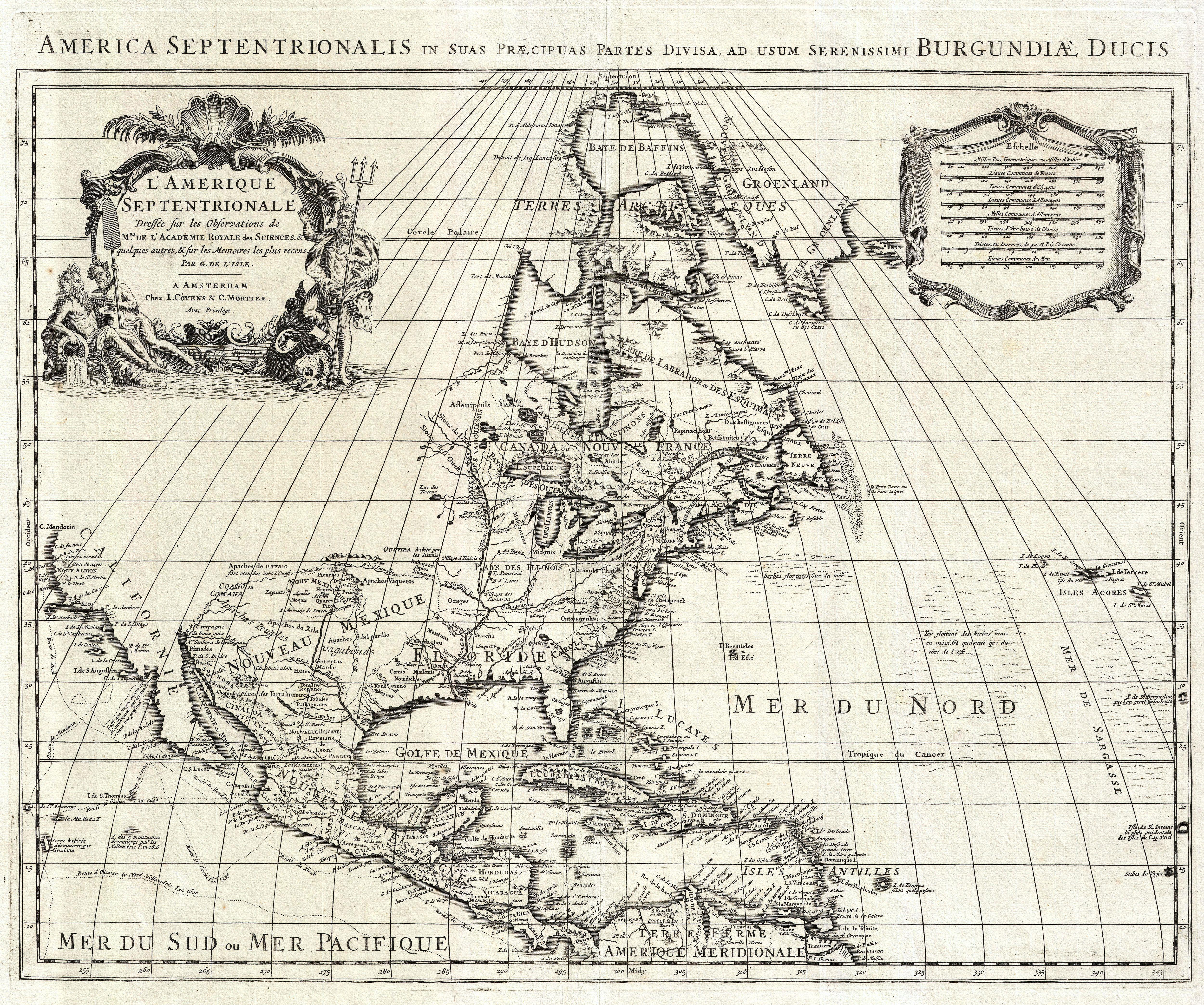
Mapa de 1700 por De L'Isle da América do Norte, reeditado por Covens e Mortier em 1708.

Como muitos cartógrafos de sua época, Delisle não viajou com os exploradores. Ele desenhava mapas principalmente em seu escritório, contando com uma variedade de dados. A qualidade de seus mapas dependia de uma rede sólida de informações em primeira mão. Dada a reputação de sua família e sua própria, Delisle teve acesso a relatos bastante recentes de viajantes que estavam voltando do Novo Mundo, o que lhe deu uma vantagem sobre seus concorrentes. Sendo membro da Académie, também se manteve atualizado com as recentes descobertas, especialmente em astronomia e medição. Quando ele não podia confirmar a exatidão de uma fonte, ele a indicava claramente em seus mapas. Por exemplo, sua Carte de la Louisiane mostra um rio que o barão de Lahontan afirmou que descobriu. Como ninguém mais poderia validá-lo, Delisle notou um aviso ao visualizador de que ele pode não existir.
A busca de Delisle por exatidão e honestidade intelectual o enredou em uma disputa legal em 1700 com Jean-Baptiste Nolin, um colega cartógrafo. Percebendo que Nolin havia usado detalhes que foram considerados originais de seu Mapa do Mundo, Delisle o levou ao tribunal para provar seu plágio. No final, Delisle convenceu o júri de cientistas de que Nolin conhecia apenas os antigos métodos de cartografia e deve ter roubado as informações do manuscrito de Delisle. Os mapas de Nolin foram confiscados e ele foi forçado a pagar as custas judiciais do caso. A alta qualidade científica do trabalho produzido pela família Delisle contrastou com a oficina de Sanson. Enquanto Sanson conscientemente publicava fatos e erros desatualizados, Delisle trabalhava para apresentar conhecimentos atualizados.:41

## Legado
Após a morte de Guillaume Delisle em 1726, sua viúva tentou preservar a oficina e proteger a família. Ela apelou ao rei com a ajuda do abade Bignon, o bibliotecário do rei e presidente das academias. Naquela época, os irmãos de Guillaume, Joseph-Nicolas e Louis, já haviam deixado a França para servir a Pedro, o Grande, na Rússia. O mais jovem Delisle, Simon Claude, não tinha conhecimento prático em cartografia; ele pediu a ajuda do rei para encontrar um sócio para ele. A oficina Delisle foi legada a Philippe Buache.:41
O cartógrafo holandês Jan Barend Elwe relançou os mapas de Delisle no final do século XVIII.

## Galeria

### Internacional

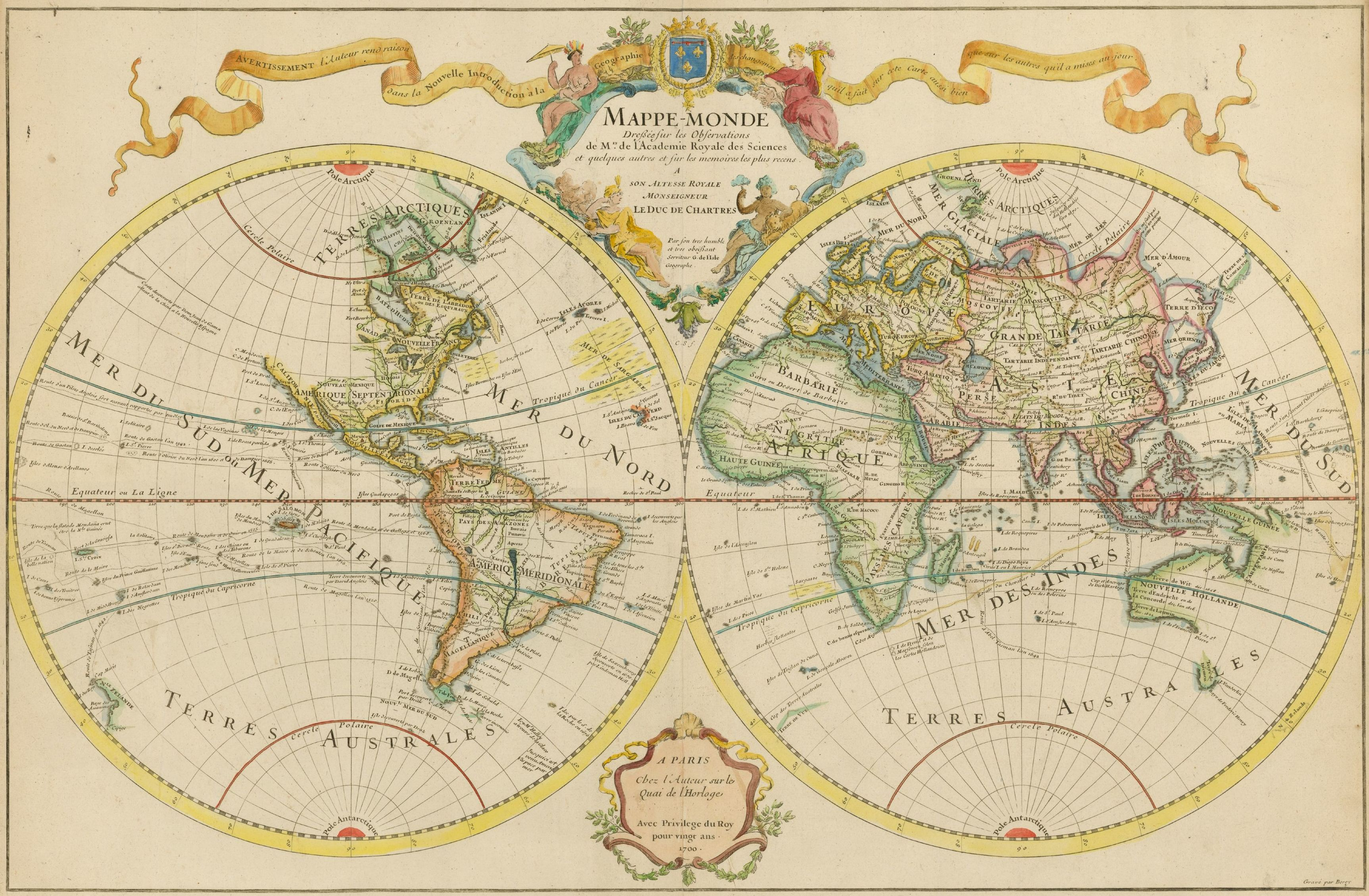
Mappe-Monde de Delisle, 1700
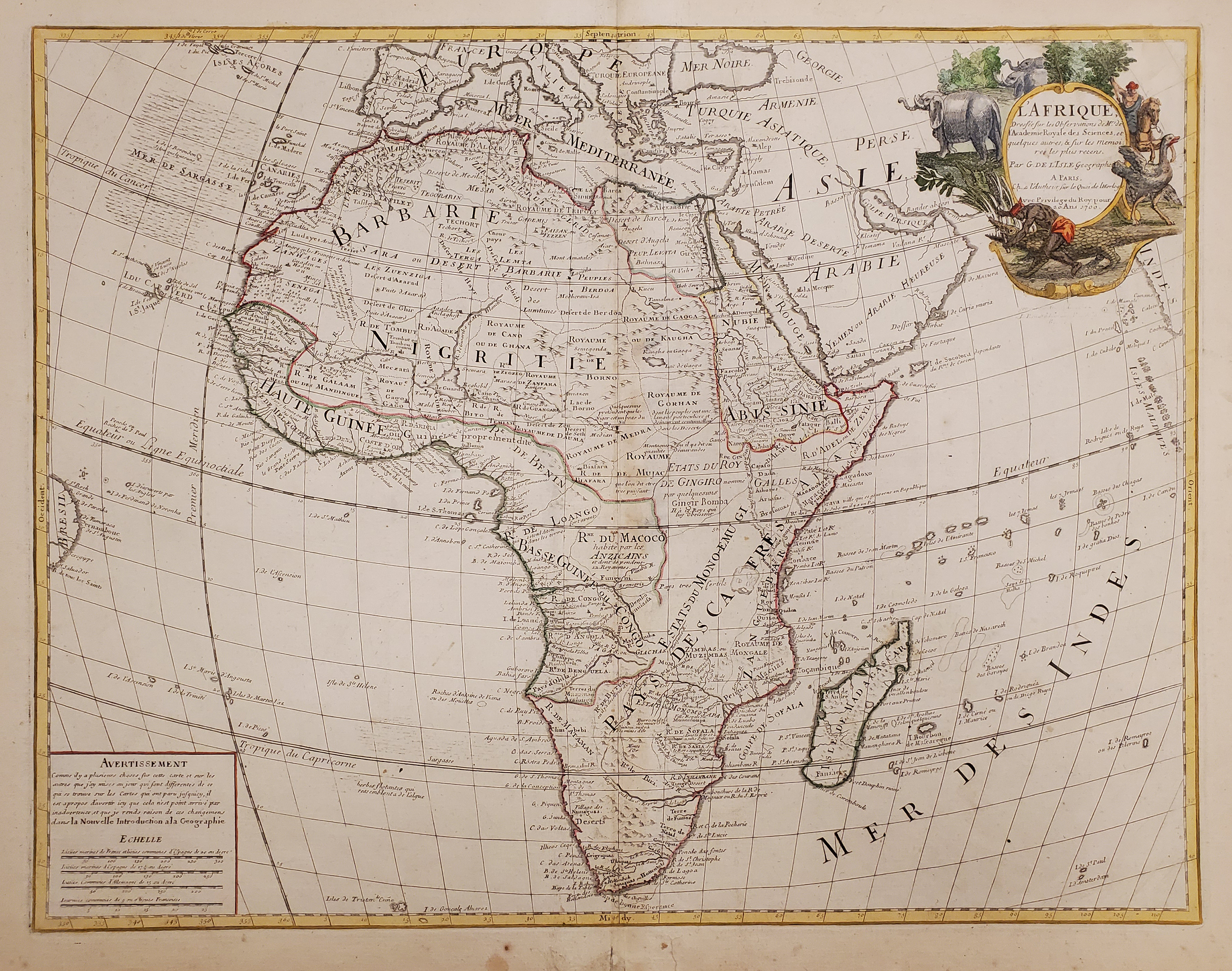
L'Afrique de Delisle, 1700
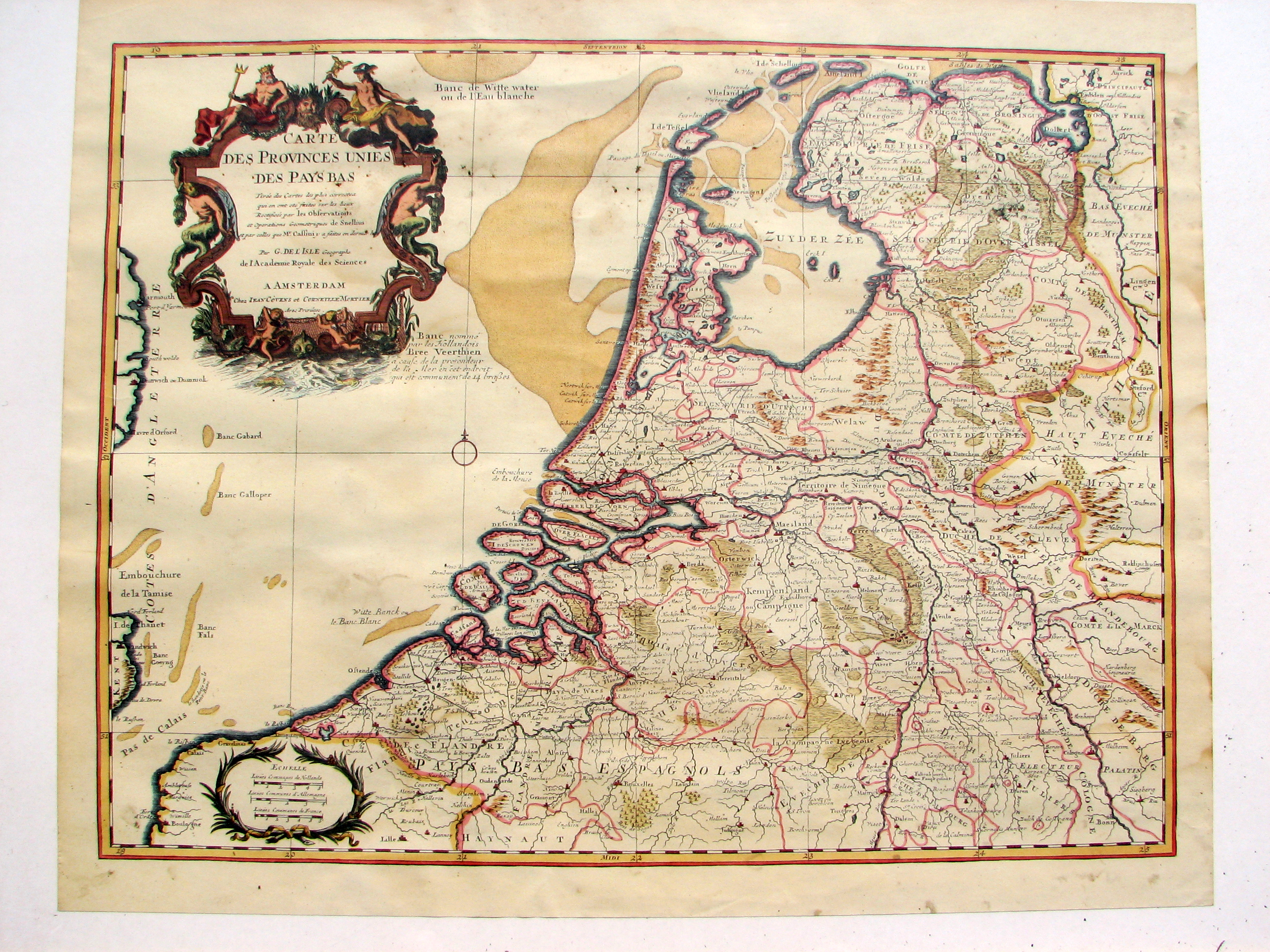
Carte des Provinces Unies des Pays Bas de Delisle, 1702. Edição póstuma de Amsterdã de 1743 do mapa original de 1702
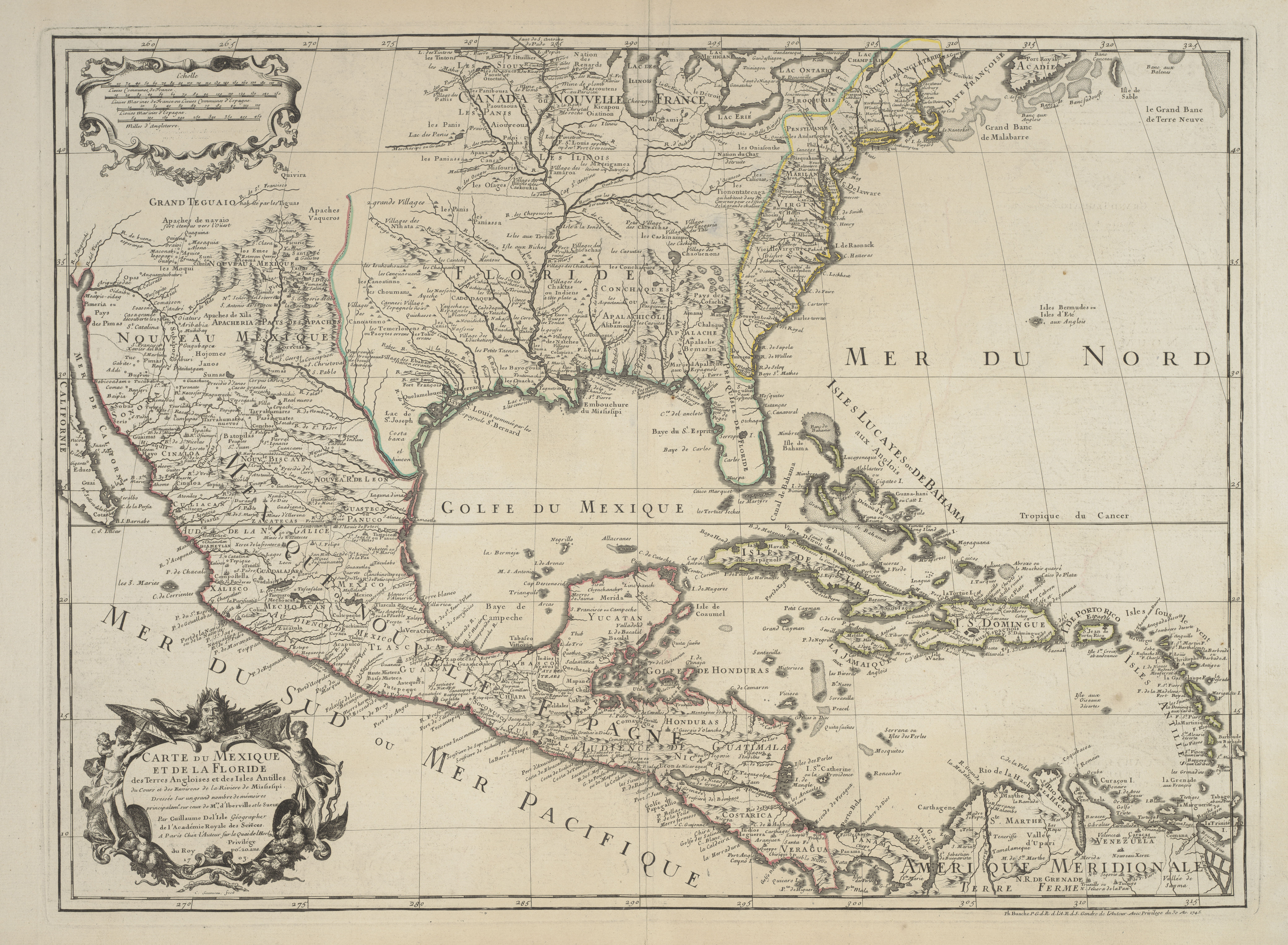
Carte du Mexique et de la Floride de Delisle, 1703
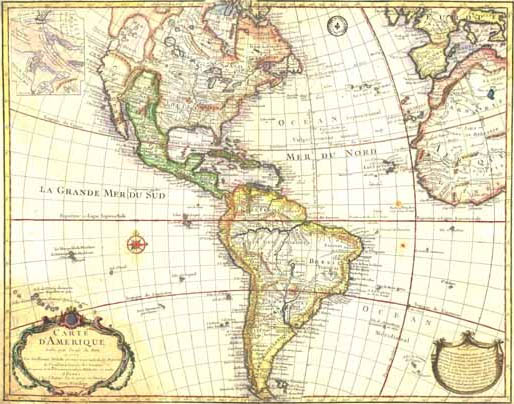
Carte d'Amérique de Delisle, 1722
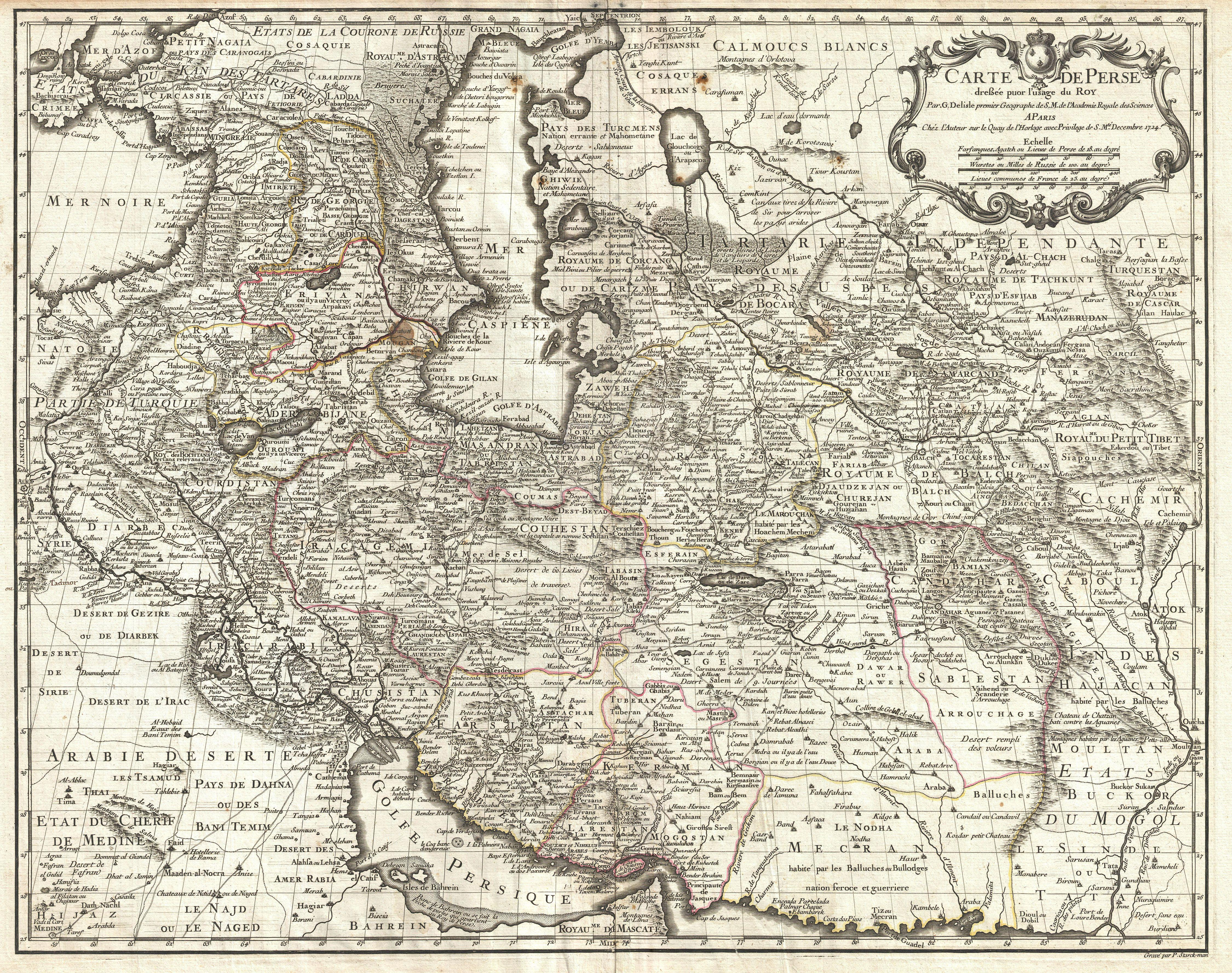
Irã (Pérsia) no final do período safávida

### DaCarte de la Louisiane et du cours du Mississippi, 1718

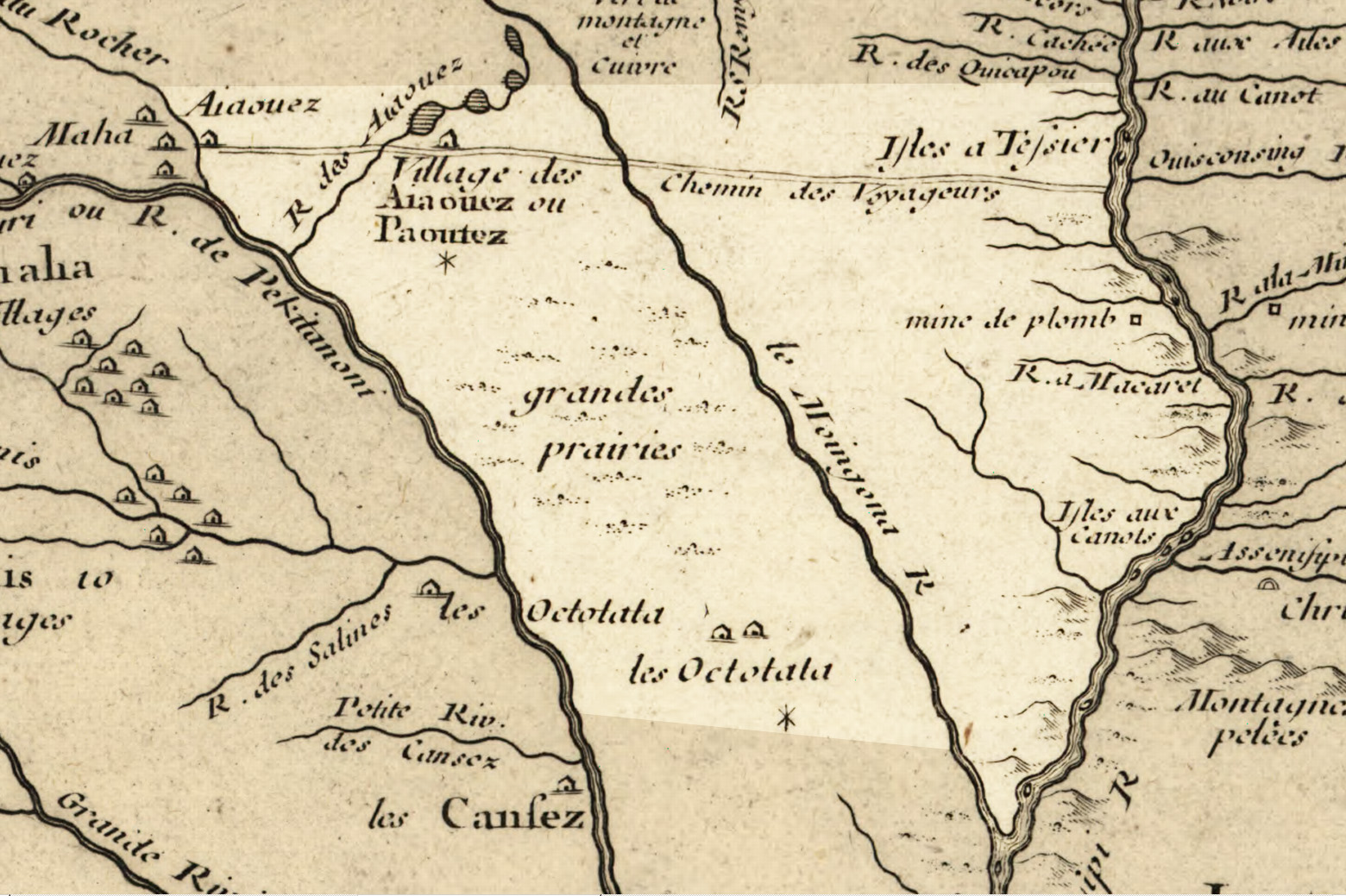
Iowa
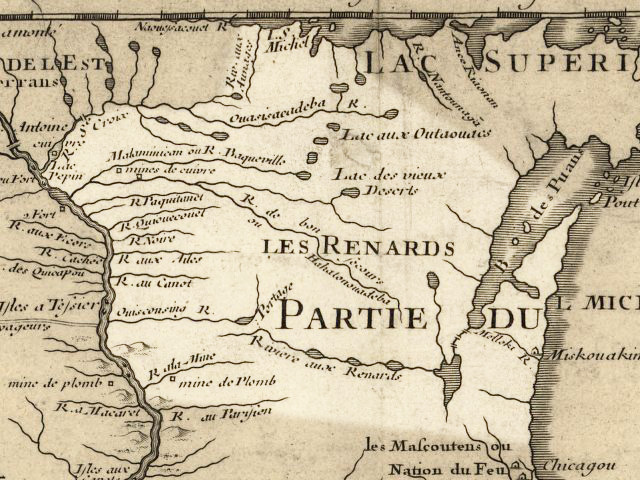
Wisconsin
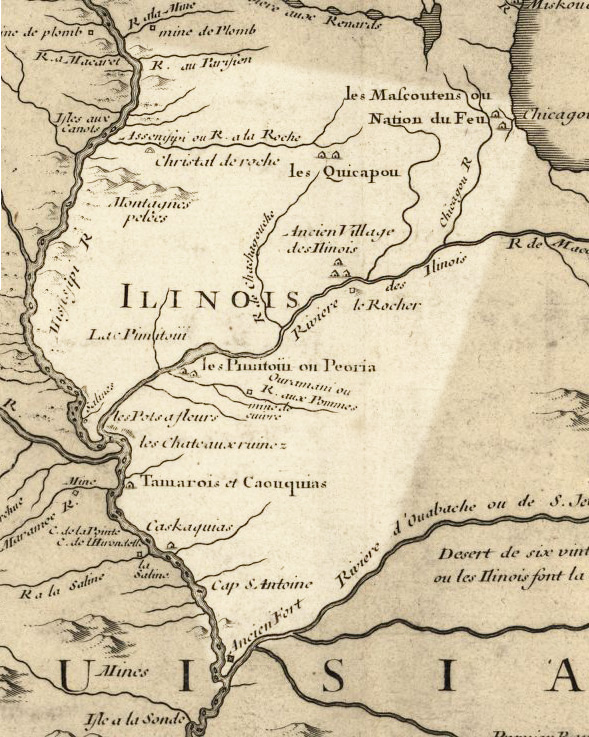
Illinois
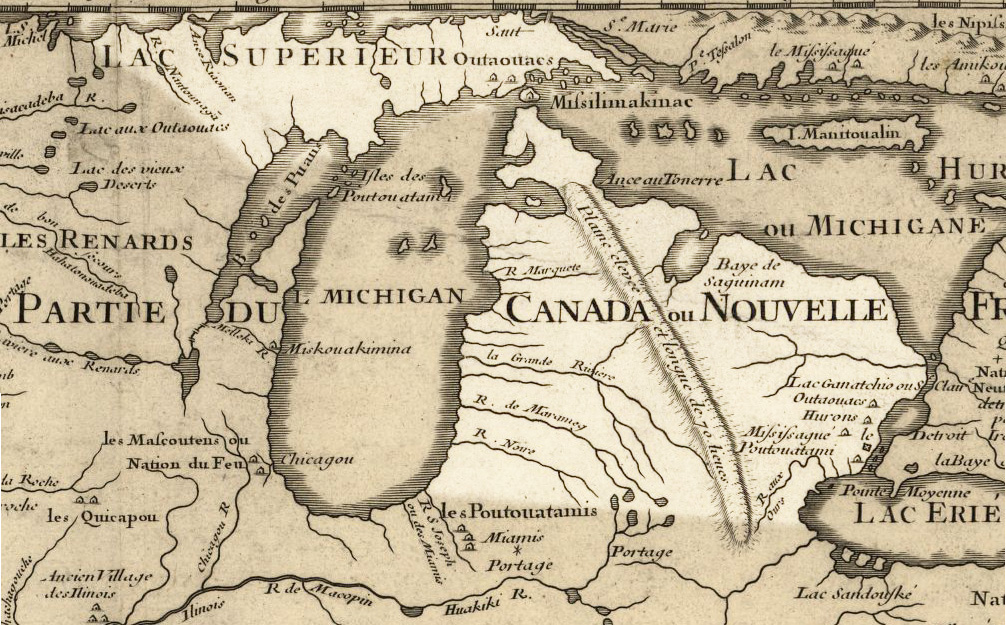
Michigan
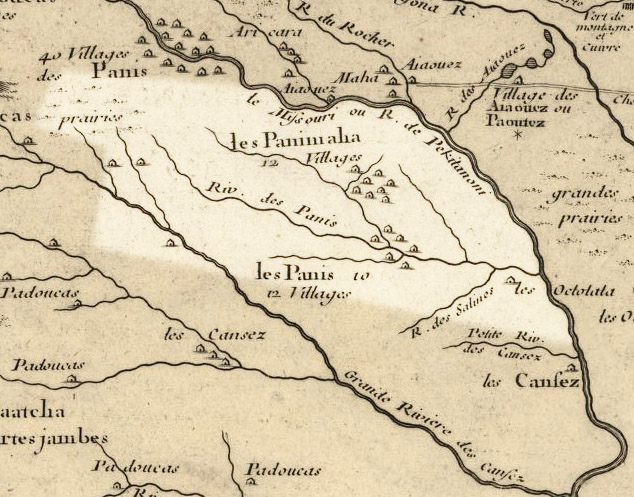
Nebraska
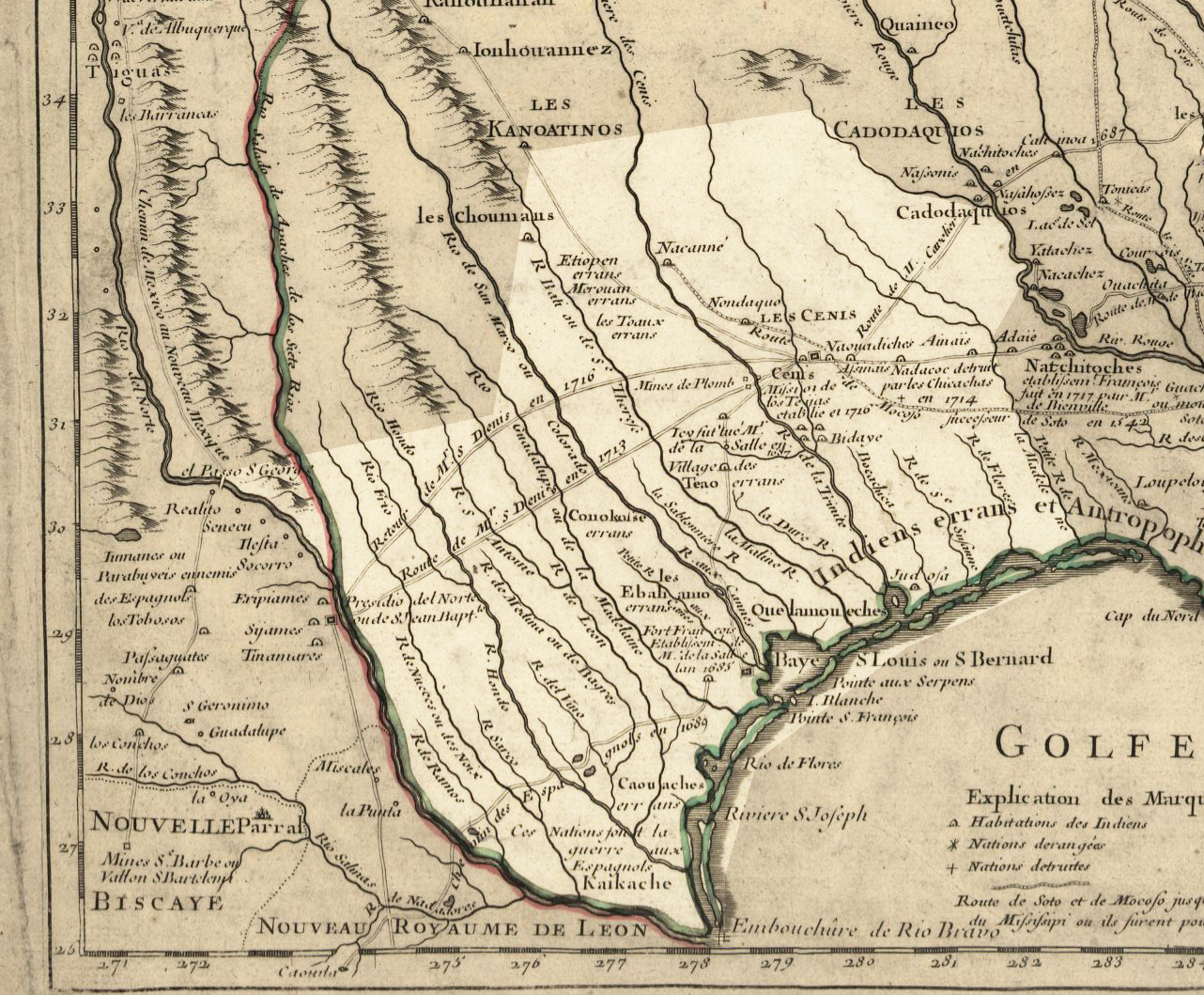
Texas
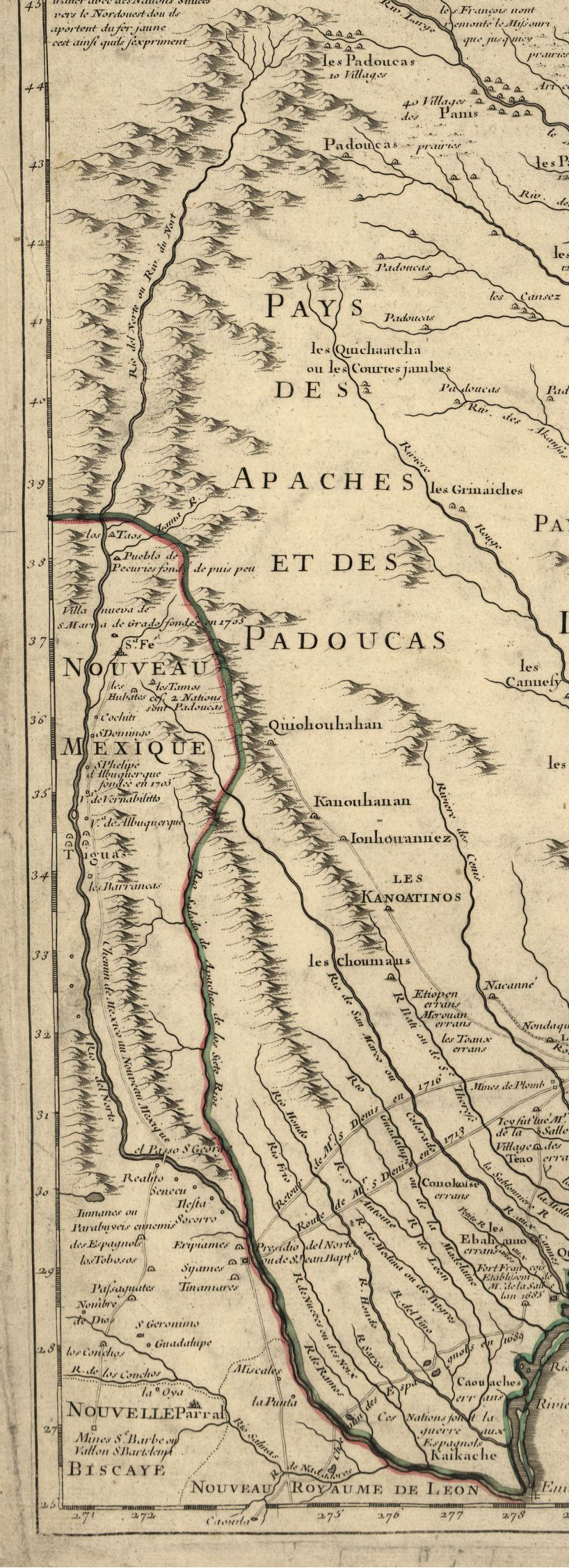
Rio Grande
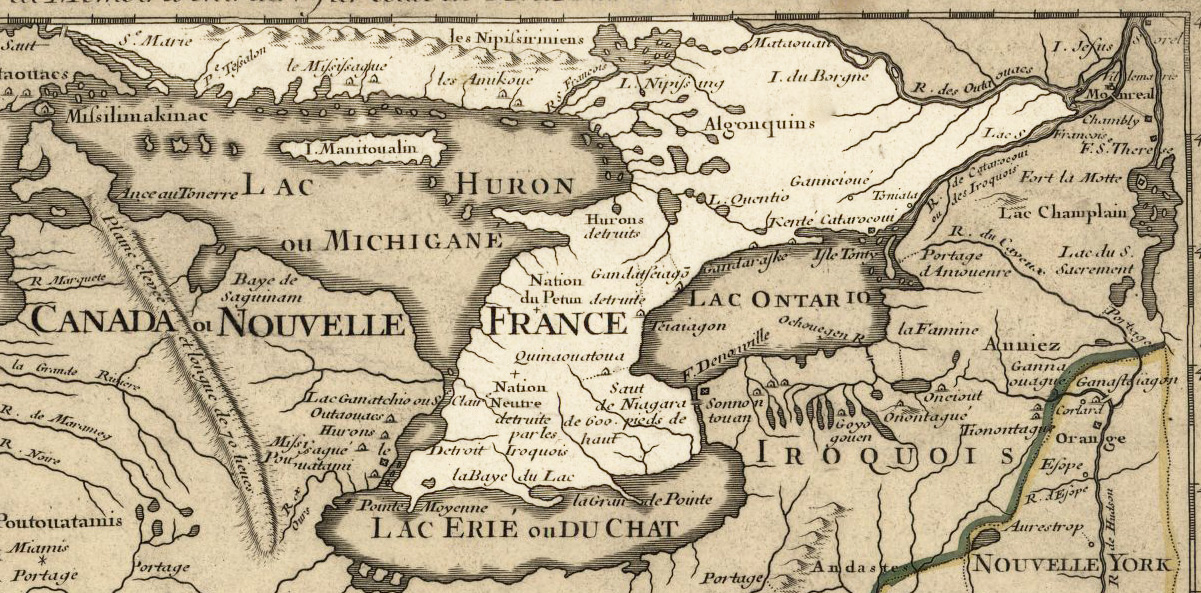
Ontario
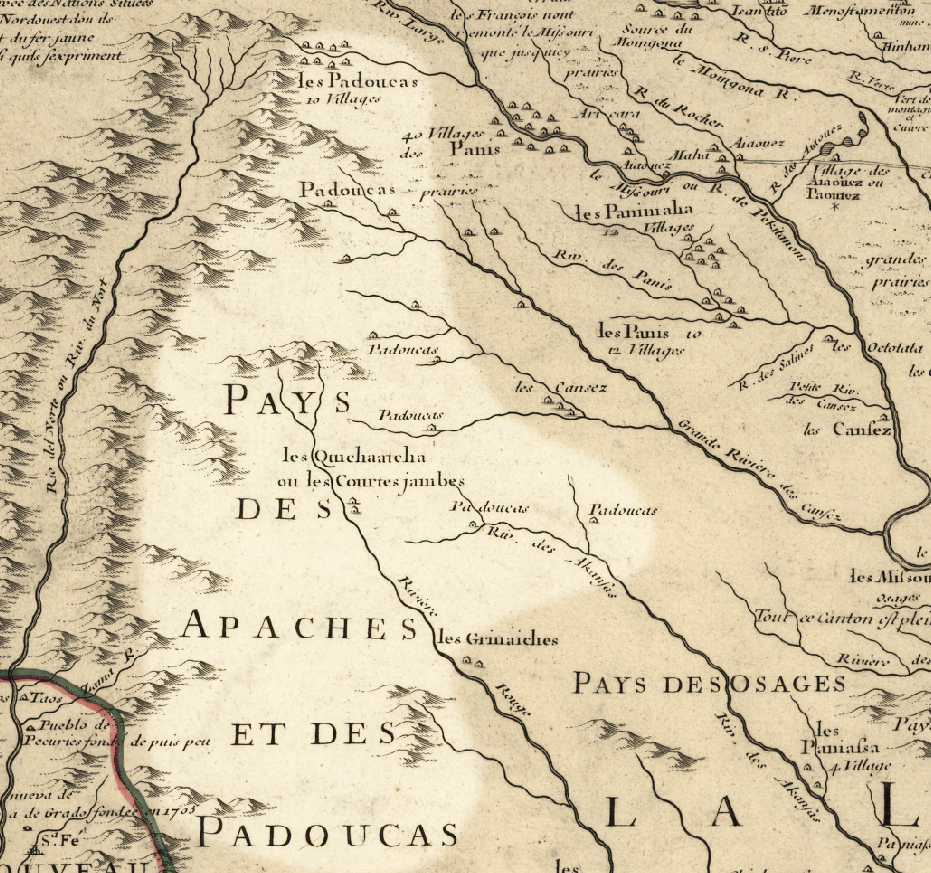
Comanche